# Combretum goetzei
Combretum goetzei är en tvåhjärtbladig växtart som beskrevs av Adolf Engler och Diels. Combretum goetzei ingår i släktet Combretum och familjen Combretaceae. Inga underarter finns listade i Catalogue of Life.